# Großer Rosenkäfer
Der  Große Rosenkäfer, auch Großer Goldkäfer (Protaetia speciosissima, Syn.: Protaetia aeruginosa, Potosia aeruginosa) ist ein Käfer aus der  Unterfamilie der Rosenkäfer. Innerhalb der Gattung Protaetia wird die Art zur Untergattung Cetonischema gerechnet. Der eindrucksvolle Käfer ist in Mitteleuropa selten und in verschiedenen Roten Listen aufgeführt.

## Taxonomie
Die Art bildet mit der ähnlichen Art Protaetia speciosa Adams, 1817 eine Artengruppe, die von Reitter als Untergattung Cetonischema beschrieben worden ist. Deren wissenschaftlicher Name ist von altgr.  κετονία  ketonía „Metallkäfer“  und σχήμα  s-chēma „Gestalt“ abgeleitet und bedeutet, dass der Körper die gleiche Gestalt wie der Metallkäfer Ketonia hat. Der Name der Untergattung ist aber taxonomisch problematisch (aufgrund der Typspezies) und muss vermutlich geändert oder von der ICZN nachträglich festgeschrieben werden. Der Artname speciosissima (lat.) bedeutet „sehr prächtig“. Der frühere Artname aeruginōsa (lat.) bedeutet „mit Grünspan (aerūgo) überzogen“. Der zeitweise in Gebrauch gewesene Gattungsname Potosia (von altgr. πότος  pótos „Trinkgelage“) spielt darauf an, dass sich die Tiere häufig an austretendem Baumsaft zusammenfinden.
Der früher gebräuchliche wissenschaftliche Name Protaetia aeruginosa entsprach nicht den Internationalen Regeln für die Zoologische Nomenklatur. Linné hatte unter diesem Namen einen anderen Käfer beschrieben, den Namen hatte später Drury irrtümlich auf diese Art bezogen. Daher ist Protaetia speciosissima (Scopoli 1786) der gültige wissenschaftliche Name.

## Merkmale des Käfers
| |                          |
| Abb. 1: Ansicht von oben und unten                                                                           |                          |
| |                          |
| Abb. 2: Frontalansicht                                                                                       | Abb. 3: Tibia und Tarsus |
| |                          |
| Abb. 4: letzte Hinterleibsegment, links von unten, rechts von oben (Pygidium), oben Weibchen, unten Männchen |                          |
| |                          |
| Abb. 5: Beim Nahrungserwerb (rechtes Tier)                                                                   |                          |

Der große und gewölbte Käfer ist unbehaart und glänzt deswegen besonders intensiv grüngold oder rotgold. Er erreicht die stattliche Länge von 22 bis 28 Millimetern.
Der Kopf ist kräftig und dicht punktiert, die Punkte sind verschieden groß. Der große viereckige Kopfschild verdeckt die Oberkiefer. Sein Vorderrand ist wulstig aufgeworfen und leicht nach innen gebogen. Sein Seitenrand hat über der Fühlerbasis eine Aussparung, so dass die Fühlereinlenkung von oben sichtbar ist. Die goldgrünen Fühler haben ein keulenförmiges kräftiges Basalglied. Die folgenden sechs Glieder bilden eine kurze Geißel. Die drei letzten Glieder sind nach vorn zu einer Fühlerkeule erweitert, deren Blätter frei gegeneinander beweglich sind. Die Wangen dringen in Form eines schmalen Stegs vom Vorderrand in das Auge vor.
Der Halsschild ist hinter dem Kopf buckelartig gewölbt. Er ist an der Basis am breitesten, nach vorn verengt er sich in der Aufsicht halbkreisförmig. Die Seitenrandlinie erreicht fast die Vorderseite. Die Basis des Halsschildes ist vor dem Schildchen eingebuchtet und rechts und links davon vor den Innenecken der Flügeldecken ebenfalls nach innen gebogen. Oben ist der Halsschild fast glatt, an den Seiten ist er weniger fein und zerstreut punktiert.
Die  Flügeldecken sind hinter der Mitte nicht eingedrückt. Sie sind sehr fein und zerstreut punktiert. Die Flügeldeckennaht ist im hinteren Teil kielartig erhöht. Die Seiten der Flügeldecken sind hinter den Schultern stark eingebuchtet.
Betrachtet man die Unterseite des Käfers, so liegt das Niveau der Mittelbrust über dem der Vorderbrust. Die Mittelbrust ist nach vorn knaufartig erweitert. Dieser Mesosternalfortsatz ist kahl, in der Aufsicht breit und von der Seite betrachtet flach und nach vorn spitz zulaufend. Die Seiten der Mittelbrust (Epimeren des Mesosternums) ziehen sich keilförmig zwischen dem Vorderrand der Flügeldecken und dem Hinterrand des Halsschildes nach oben und sind von oben deutlich sichtbar. Der Hinterleib hat auf der Unterseite auch bei den Männchen keine Mittelrinne.
Vorder-, Mittel- und Hinterhüften sind walzig und liegen quer zur Körperachse. Die drei Zähne an der Außenseite der Vorderschienen enden spitz. Der Dorn auf der Innenseite der Vorderschiene entspringt vor dem mittleren Zahn und vor der Einlenkungsstelle der fünfgliedrigen Tarsen. Die Spitze der Mittel- und Hinterschienen ist scharf kantig gezackt und trägt zwei einander genäherte Enddornen.

## Sexualdimorphismus
Der am einfachsten festzustellende Unterschied zwischen den Geschlechtern ist die Ausbildung des letzten dorsalen Abdominalsegment (Pygidium. Dieses Segment ist bei den Weibchen seitlich eingedrückt, bei den Männchen dagegen fast gleichmäßig gewölbt (Abb. 4 rechts). Weiterhin sind bei den Männchen sind die hinteren Tarsen genauso lang wie die hintere Schiene (Tibia) bei den Weibchen sind die Tarsen kürzer als die Schiene (Abb. 3). Auch das letzte Segment des Abdomens ist in der Form und in der Punktierung bei Männchen und Weibchen verschieden. Bei den Weibchen ist es gleichmäßig dicht punktiert, bei den Männchen teilweise glatt (Abb. 4 links).

## Biologie
Für die dreijährige Entwicklung benötigt die Art alte Bäume, hauptsächlich Eichen. Außerdem werden Linde, Buche und verschiedene Obstbäume genannt. Meist findet man die xylophagen Larven jedoch im Mulm alter rotfauler Eichen im Stammbereich, seltener in weißfaulem Holz. Sie meiden jedoch die Bodennähe, sind dagegen durchaus bis in den Wipfelbereich anzutreffen, häufig in ehemaligen Spechthöhlen. Sie werden bis zu 65 Millimeter lang. Die Puppenhöhle wird aus Mulm hergestellt und ist sehr hart. Die letzte Überwinterung erfolgt vermutlich als Imago. Den adulten Käfer kann man im Mai und Juni an sonnigen Waldrändern an den Brutbäumen oder auf blühendem Gebüsch antreffen. Er ernährt sich von Baumsaft oder auch von überreifem Obst. Vereinzelt wird auch ein Blütenbesuch zwecks Nahrungsaufnahme beobachtet. An Stellen, an denen der Baum blutet und die Tiere an den zuckerhaltigen Saft gelangen oder im Mittelmeerraum auf reifen Feigen, können sich die Tiere in großer Anzahl drängen.
Für eine Aufzucht wurden in Österreich Larven aus einem Kirschbaum entnommen, wo sie sich in drei Meter Höhe nicht nur im Mulm, sondern auch in selbstgenagten Nischen in härterem Holz aufhielten. Die Larven zeigten sich vor allem nachts aktiv. Die Imagines schlüpften bereits Ende August.

## Verbreitung
Es handelt sich um eine kontinentale Art, die den atlantischen Bereich Europas meidet. Sie fehlt in Portugal, Großbritannien, Skandinavien, den Baltischen Staaten, Nordwest- und Nordrussland. Nach Osten erstreckt sich das Verbreitungsgebiet bis zum Kaspischen Meer und nach Kleinasien.
In Deutschland wird der Käfer in mehreren Bundesländern als „vom Aussterben bedroht“ oder stark gefährdet eingestuft, doch scheinen die Populationen zumindest stellenweise wieder etwas zuzunehmen. In Anlage 1 zur  Bundesartenschutzverordnung wird die Art als „streng geschützter Käfer“ geführt.